# Primera División de Corea del Norte 2019-20
La DPR Korea Premier Football League 2019–20 fue la tercera temporada de la DPR Korea Premier Football League, la máxima categoría de fútbol en Corea del Norte. La liga comenzó el 5 de diciembre de 2019. El 4.25 Sports Club son los tricampeones y defensores del título.

## Equipos 2019-20
La temporada anterior el equipo Kalmaegi, se quedó en el último lugar en el torneo anterior, cayó a la Class B. Por esto, participan 12 equipos en la presente edición.
| Club               | Ciudad     | Estadio                        | Afiliación                                      |
| ------------------ | ---------- | ------------------------------ | ----------------------------------------------- |
| Amnokgang          | P'yŏngyang | Estadio Yanggakdo              | Ministerio de Seguridad Popular                 |
| 4.25 SC            | P'yŏngyang | Estadio Yanggakdo              | Ejército Popular de Corea                       |
| Hwaebul            | Pochŏn     | Hwaebul Stadium                | Liga de la Juventud Kimilsungista-Kimjongilista |
| Jebi SC            | P'yŏngyang | Estadio P'yŏngyang City        | Fuerza Aérea del Ejército Popular Coreano       |
| Kigwancha          | P'yŏngyang | Estadio Yanggakdo              | Ferrocarriles Estatales de Corea                |
| Kyŏnggong'ŏpsong   | P'yŏngyang | Estadio P'yŏngyang City        | Ministerio de Industria Liguera                 |
| P'yŏngyang         | P'yŏngyang | Estadio Kim Il-sung            | Partido del Trabajo de Corea                    |
| Rimyŏngsu SC       | Sariwŏn    | Estadio Joven de Sariwŏn       | Ministerio de Seguridad Popular                 |
| Ryŏmyŏng SC        | P'yŏngyang | Estadio Kim Il-sung            | Ejército Popular de Corea                       |
| Sobaeksu           | P'yŏngyang | Estadio Yanggakdo              | Ejército Popular de Corea                       |
| Sŏnbong            | Rasŏn      | Estadio Rajin                  | Guardias Rojos Obreros y Campesinos             |
| Wŏlmido Sport Club | Kimch'aek  | Estadio Municipal de Kimch'aek | Ministerio de Cultura y Bellas Artes            |

## Tabla de posiciones
Nota: La siguiente tabla está compilada a partir de los resultados conocidos reportados en los medios de comunicación KCNA, y puede no alinearse con la tabla oficial
| Pos. | Equipo                         | Pts. | PJ | G | E | P | GF | GC | Dif. | Clasificación o descenso                           |
| ---- | ------------------------------ | ---- | -- | - | - | - | -- | -- | ---- | -------------------------------------------------- |
| 1    | Kigwancha                      | 3    | 1  | 1 | 0 | 0 | 4  | 0  | +4   | Qualification for AFC Champions League group stage |
| 2    | April 25                       | 3    | 1  | 1 | 0 | 0 | 2  | 0  | +2   | Qualification for AFC Cup preliminary round 2      |
| 3    | Ryomyong                       | 3    | 1  | 1 | 0 | 0 | 2  | 0  | +2   |                                                    |
| 4    | Sobaeksu                       | 3    | 1  | 1 | 0 | 0 | 2  | 0  | +2   |                                                    |
| 5    | Amnokgang                      | 3    | 1  | 1 | 0 | 0 | 2  | 1  | +1   |                                                    |
| 6    | Sonbong                        | 3    | 1  | 1 | 0 | 0 | 2  | 1  | +1   |                                                    |
| 7    | Hwaebul                        | 0    | 1  | 0 | 0 | 1 | 1  | 2  | −1   |                                                    |
| 8    | Rimyongsu                      | 0    | 1  | 0 | 0 | 1 | 1  | 2  | −1   |                                                    |
| 9    | Jebi                           | 0    | 1  | 0 | 0 | 1 | 0  | 2  | −2   |                                                    |
| 10   | Pyongyang                      | 0    | 1  | 0 | 0 | 1 | 0  | 2  | −2   |                                                    |
| 11   | Wolmido                        | 0    | 1  | 0 | 0 | 1 | 0  | 2  | −2   |                                                    |
| 12   | Ministerio de Industria Ligera | 0    | 1  | 0 | 0 | 1 | 0  | 4  | −4   |                                                    |

 Fuente: KCNA, oball.ru
Criterios de clasificación: 1) Puntos; 2) Diferencia de gol; 3) Goles anotados.